# Paris-Trouville (cyclisme)
Paris-Trouville est une ancienne course cycliste française, organisée entre 1893 et 1919 entre la Capitale et la ville de Trouville-sur-Mer située dans le département du Calvados en Normandie.

## Palmarès
| Année | Vainqueur      | Deuxième         | Troisième       |
| ----- | -------------- | ---------------- | --------------- |
| 1893  | Charles Meyer  | Charles Nicodémi | Jules Dubois    |
| 1903  | Marcel Cadolle | René Pottier     |                 |
| 1916  | Hubert Samyn   | Ali Neffati      | Charles Verkeyn |
| 1919  | Jean Hillarion |                  |                 |